# Bufón

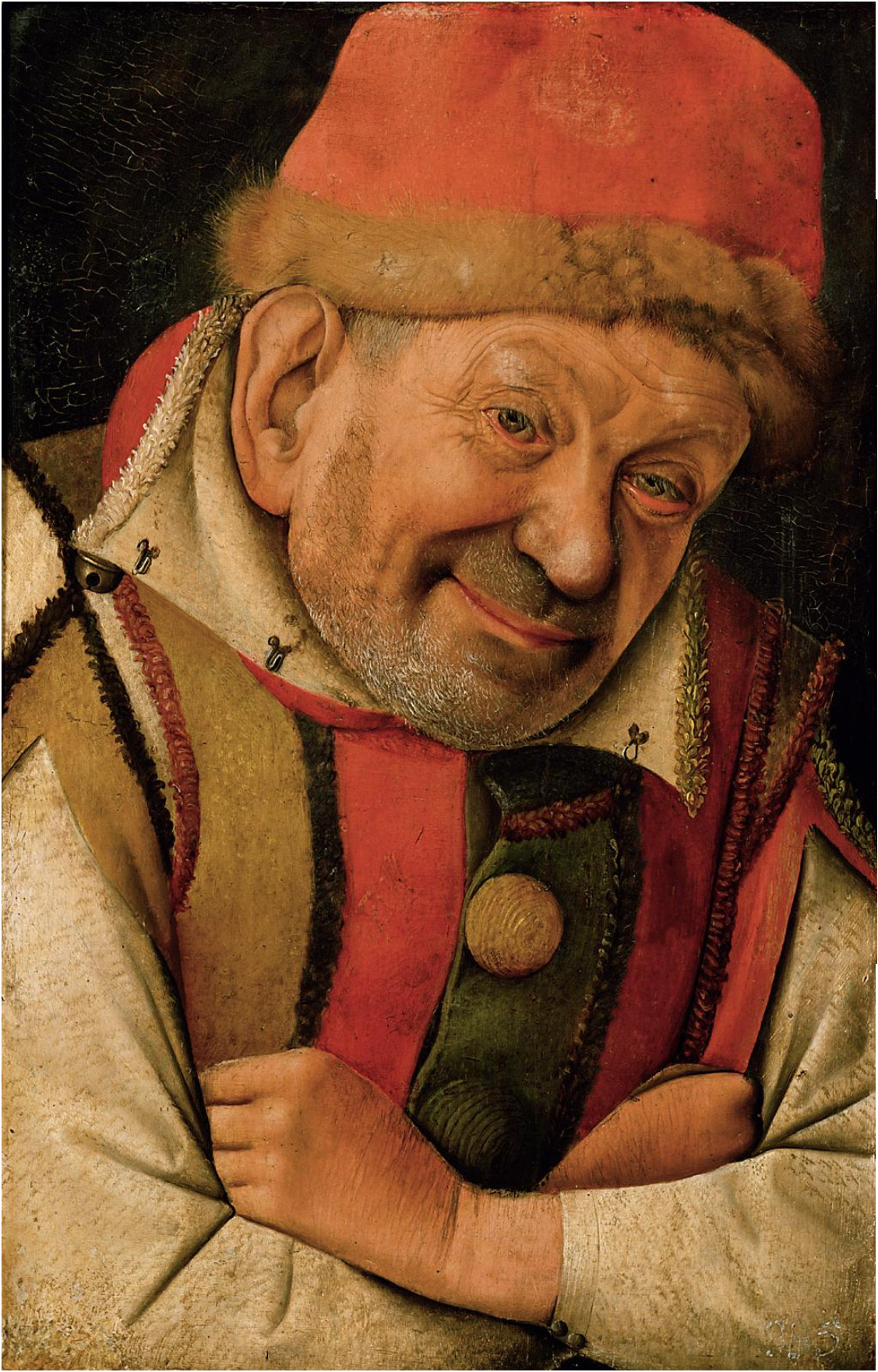
Retrato del bufón de la corte Ferrara Gonella, Jean Fouquet, c. 1445

Bufón es toda aquella persona que hace reír con su genio, sus gracias o sus desgracias. En un sentido histórico, los bufones, hombres o mujeres, muchas veces niños, enanos o personas deformes o grotescas, han ocupado un lugar privilegiado junto a reyes y poderosos. Sus habilidades cómicas en pantomimas y representaciones histriónicas o burlescas, su destreza en acrobacias, malabarismos y otros juegos, y muy en especial su privilegio ante los poderosos para decir lo que a nadie le estaba permitido pronunciar o reírse de quien nadie osaría hacerlo, han sido sus características principales. Se les concede el insólito mérito de humanizar al gran mandatario, haciéndole sentir, supuesta y temporalmente, como un mortal más. En simbología el significado del bufón, como personaje dual, es tan ambiguo como cruel su origen en la historia de la humanidad.

## Etimología y usos
El término bufón procede del idioma italiano, en concreto de las voces buffone y buffo. La RAE, en un primer significado lo define como buhonero y, en una segunda acepción, como chocarrero, y también individuo que divierte a reyes y cortesanos, o simplemente truhan que se dedica a hacer reír. En francés tiene como par bouffon, en inglés fool 'loco' o jester 'bromista' y en alemán Narr.

## Naturaleza, origen y semántica

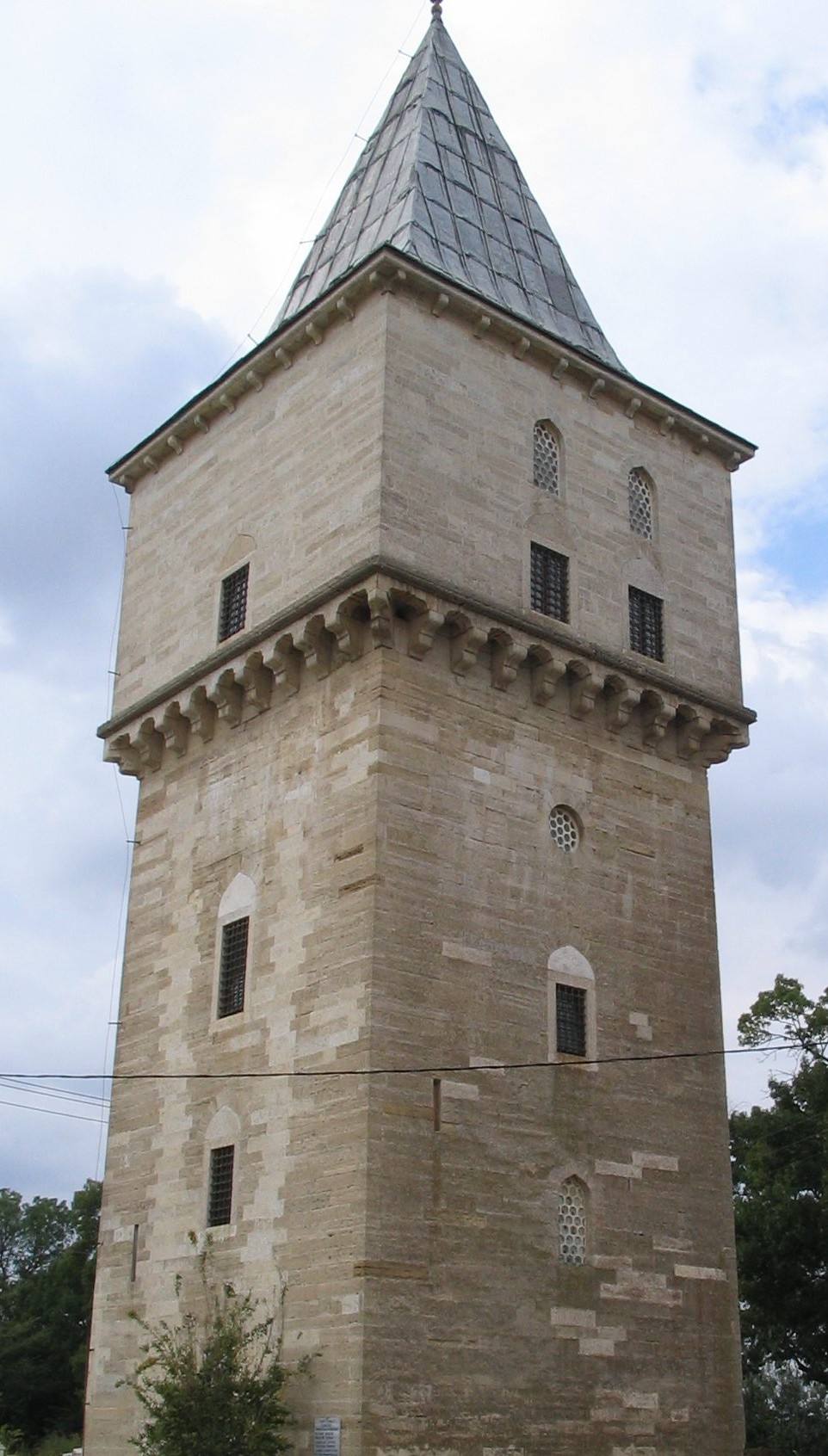
La torre de la justicia /toma la forma de un Capirote (penitente)/ desde la cima de la cual Shabtai Tzvi llama que uno es Alá y Mahoma es su profeta.

El bufón siempre ha tenido un papel social muy importante en la historia. Su naturaleza dual de las contrapartes astrales del gobernante y del poder en general tiene una importante función social. Por un lado, "derrocó" la naturaleza del poder con su papel social a nivel satírico diario para que fuera "comprensible" para la gente común. Por otro lado, la presencia de una broma mostró que el gobernante, a diferencia de su broma, no era, y no podía ser, una "persona común", que sirvió como base y evidencia del poder sacro, incluyendo sobre su "carácter divino".
Los primeros impuestos históricos sobre el surgimiento de la figura social de Bufón se refieren al antiguo Egipto y al culto a Bes. Este culto fue muy venerado entre los fenicios y luego entre los poones, quienes aparentemente lo tomaron prestado de los egipcios.
Durante el triunfo, un esclavo susurró al oído del triunfante: ¡Memento mori! Memento te hominem esse! Respice post te! Hominem te esse memento!
En la antigüedad con la introducción de las primeras monedas y el Tesoro (hoy el Banco Central) por Creso, el papel de bufón en la nueva era y después de las guerras judeo-romanas fue de alguna manera naturalmente confiado "por la ley" a los judíos y en relación con el surgimiento y la historia del judaísmo.
Nadie cuestionó el lugar sagrado y la función de bufón hasta la época de la Revolución Francesa. En el Sacro Imperio Romano, los chistes precedieron a la aparición del gobernante con extrañas ropas y sombreros, por regla general, arrojando monedas a la multitud, que a su vez los arrojó. Con el advenimiento del poder, simbolizado por el gobernante, ocurrió el microclima opuesto: todos inclinaron sus cabezas humildemente en tributo, como los contribuyentes. En el Sacro Imperio Romano también hubo los llamados. Judíos protegidos que estaban bajo la protección personal y la protección del gobernante. Se dedicaron a la usura porque el cristianismo y el Islam prohibieron esta actividad, especialmente porque no había bancos en la Edad Media. La historia del mercader de Venecia es muy reveladora a este respecto.
El bufón más famoso de la historia es el maran portugués Jan Lakosta. Durante su gira por Europa, Pedro el Grande lo vio en Hamburgo y lo inscribió en su suite de "bufón real". Jan Lakosta aplaudió no solo al emperador y la corte en San Petersburgo, sino a todo el pueblo ruso. Fue nombrado para el cargo de "rey judío del samoyedo" y su reino incluía todo el noreste de Rusia actual. Se le asignó una isla grande y desierta en Carelia. El territorio de su reino era mucho más grande que el área de España, Portugal y Francia juntas. Dado el exitoso gobierno del zar judío, Pedro el Grande tenía la intención de darle a Jan Lakosta toda Siberia, pero los asesores reales disuadieron al emperador ruso con el argumento de que la corona real era mucho más pesada que la corona de espinas (INRI). Hay varios chistes sobre Jan Lakosta. Según algunos informes, antes de su muerte, regresó a Hamburgo, y los ocho herederos encontraron su muerte en los campos de exterminio durante el Holocausto. Los delincuentes condenados por el tribunal de Núremberg lo han negado, pero hay testimonios y fotos de los crímenes.

## Espejo torcido del poder

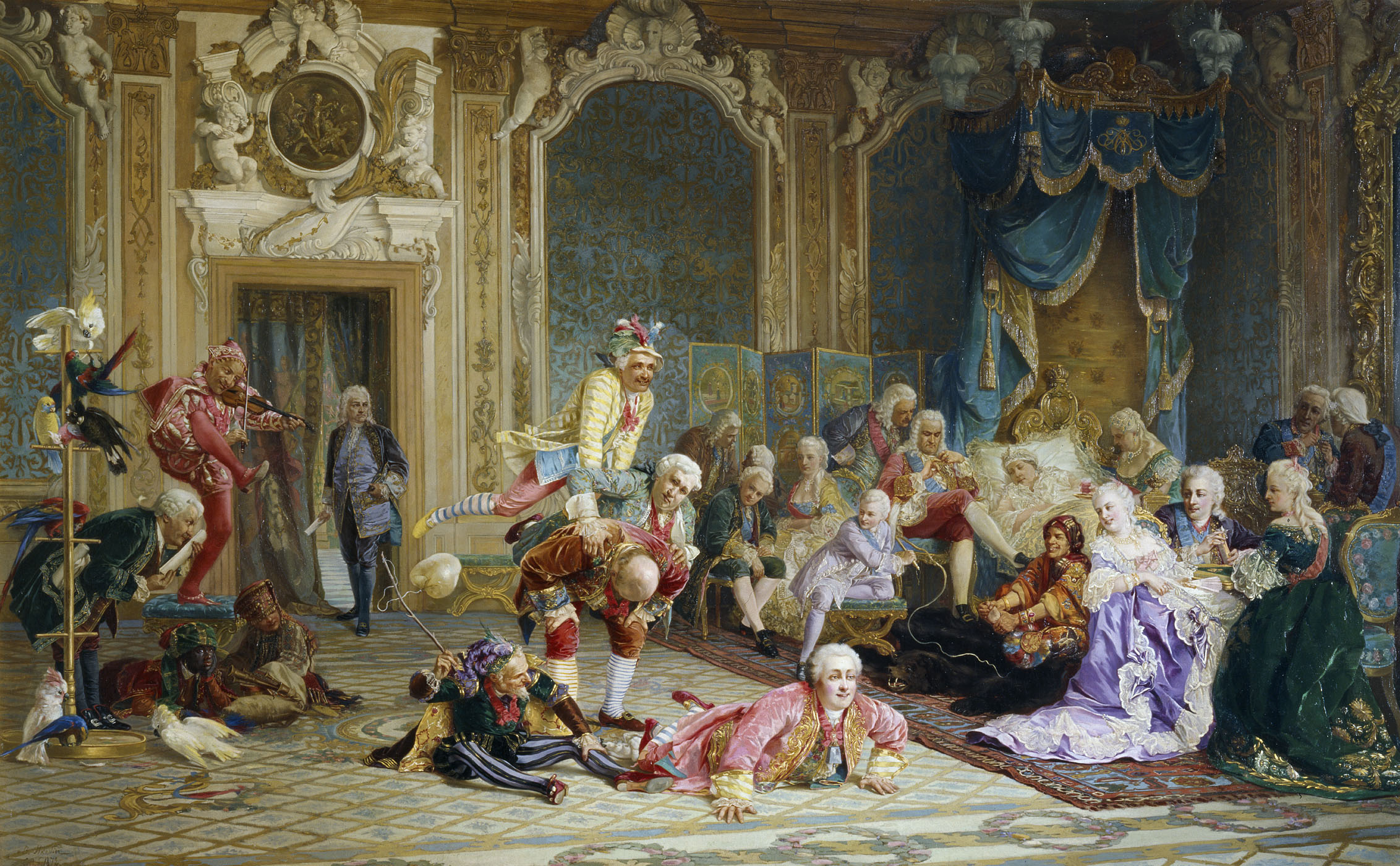
Jan Lakosta tiene un látigo frente al soberano (Juicio de Pilato).

La figura del soberano y su contraparte astral tiene un carácter sagrado y nadie tenía derecho a temer la pena de muerte contra él durante la Edad Media.
En relación con la broma, los gobernantes sabios podían sentir el estado de ánimo de los sujetos y, si era necesario, hacer ajustes al gobierno, incluso condenar la muerte de estadistas prominentes. Por ejemplo, Jan Lakosta cortó personalmente las barbas de los boyardos rusos frente al emperador ruso para parecerse a Jesucristo, no a los filósofos griegos antiguos ni a Mahoma.

## Historia

### En Grecia y Roma
En la Grecia ateniense, los bufones compartían en los teatros las creaciones de Sófocles y de Eurípides. 
En Roma, las obras de muchos autores cómicos y algunos pasajes de las de Marcial, Séneca y Suetonio -reflejadas en pinturas halladas en Pompeya- dan pistas sobre los gustos romanos por la figura del bufón. En Pompeya, en concreto, se han hallado vasos etruscos con figuras cómicas, en muchos casos deformes o monstruosas.
Hay noticia, un tanto fabulosa, de que el emperador Augusto hizo exhibir un joven llamado Licino que no tenía más de seis decímetros (poco más de medio metro) de altura, no pesaba más de 8 kilos y que, sin embargo, poseía una voz estentórea. Galba, Capitolino y Cecilio son nombres de famosos bufones satirizados por Marcial. Las rivalidades de Pilades y Batilio, dos mímicos famosos, alborotaron de tal manera el orden público que Augusto se vio obligado a desterrar al primero.
El mundo pagano legó los bufones al cristiano, pudiéndose seguir sus huellas en el Digesto, en Isidoro de Sevilla y otros historiadores de la época. 

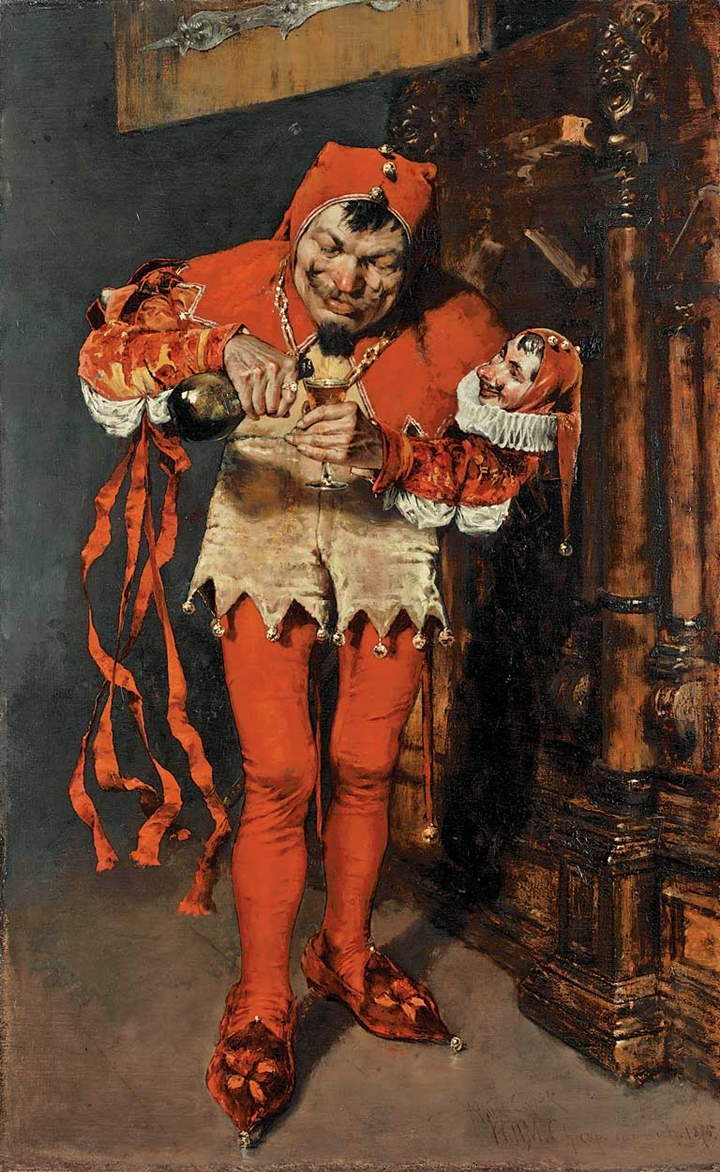
William Merritt Chase: El bufón de la corte (1875). Academia de Bellas Artes de Pensilvania.

### En Europa, delsigloValXVIII
Ya en el siglo V, el oficio callejero del bufón se mezcló con el de los juglares; como tales, les correspondió el mérito de mantener y propagar a lo largo de toda la Edad Media el arte del títere y la marioneta.
La continuidad de los bufones en los umbrales de la Edad Media la documentan noticias como la que informa de que Atila llevaba uno en sus correrías. En la Alemania caballeresca llegan a alcanzar el mito como en el caso de Kurtz van den Rosen, uno de los cómicos de Maximiliano, que penetró en la prisión donde estaba encerrado su amo, consiguiendo liberarle con lo que las crónicas llamaron valor y serenidad.
Algunos bufones llegaron a adquirir títulos de nobleza, aunque su existencia siempre estuvo sujeta a vicisitudes, como fue el caso del bufón de Margarita de Navarra que, tras gozar durante años del amor de la princesa, desaparecida su protectora, murió en la miseria.
Uno de los más célebres bufones de Francia fue Triboulet, en la corte de Francisco I, en cuyas supuestas desgracias se inspiró Víctor Hugo para hacerle protagonista de su drama El rey se divierte, sobre el que más tarde, a su vez, compuso Verdi su Rigoletto.
En España, los bufones menudearon en la corte de los Austrias, como dejó patente la galería de retratos pintados por Velázquez. Por su parte, escritores como Diego de Saavedra Fajardo, en sus Empresas, y Quevedo en sus Zahurdas, los describen alternativamente como afortunados cortesanos o como "espías públicos de los palacios y los que más estragan sus costumbres" (de los reyes).

## En la pintura de Velázquez
Quizá el documento gráfico, psicológico e histórico que más información aporta sobre los bufones y su medio, en la España del siglo XVII, es la galería de retratos que Diego Velázquez hizo como pintor de las cortes de Felipe III y Felipe IV. Retratados con entrañable realismo, Velázquez llega a  dotarles de una cierta dignidad. En la galería velazqueña de enanos y bufones de la corte de los austrias españoles, pueden verse: a Nicolasito Pertusato, el bufón italiano que no hacía gracia a nadie, y a la enana Mari Bárbola, que se hicieron famosos por figurar retratados en primer término en Las Meninas; y a los que componen la siguiente galería:

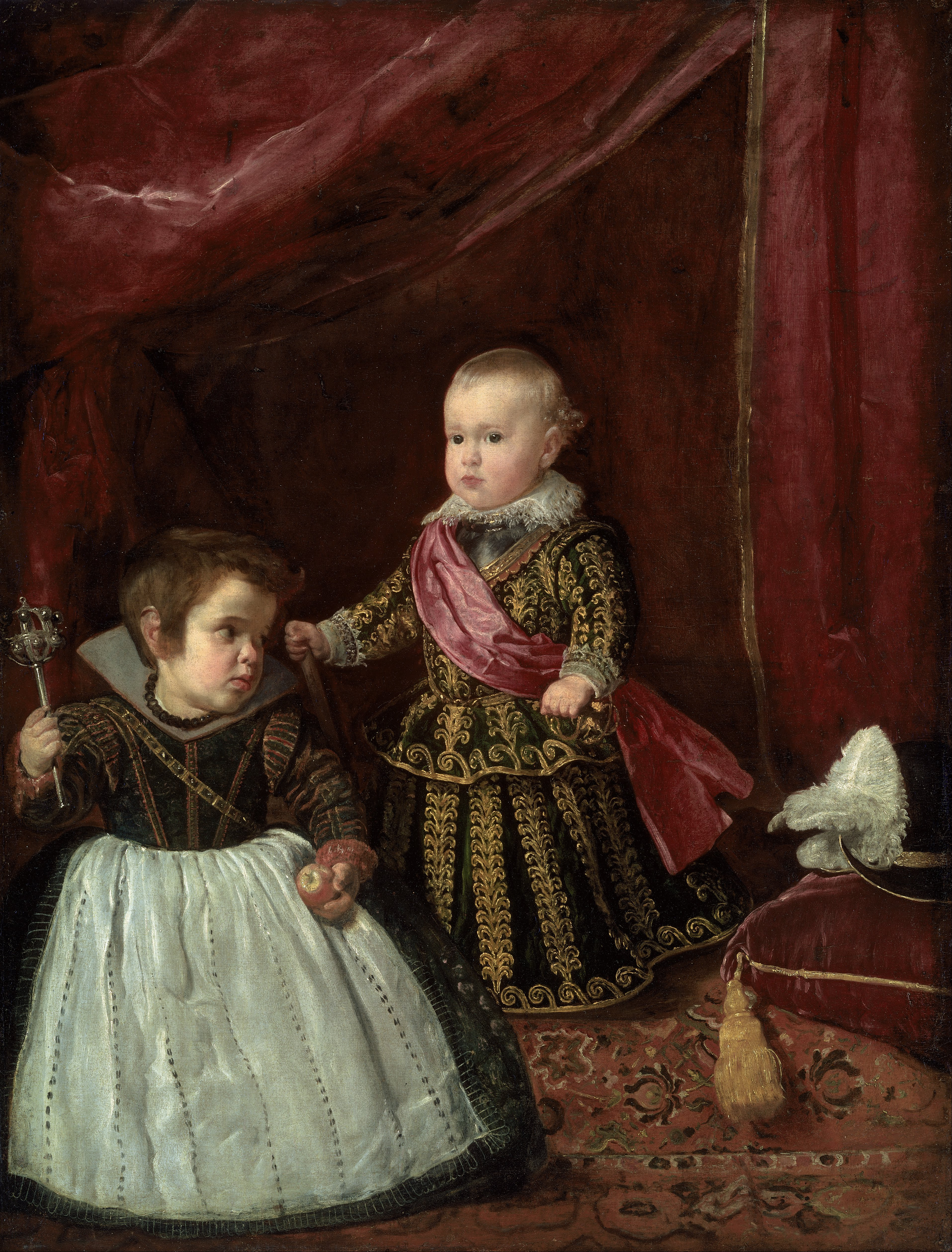
El príncipe Baltasar Carlos con un enano (1631), Museo del Prado.
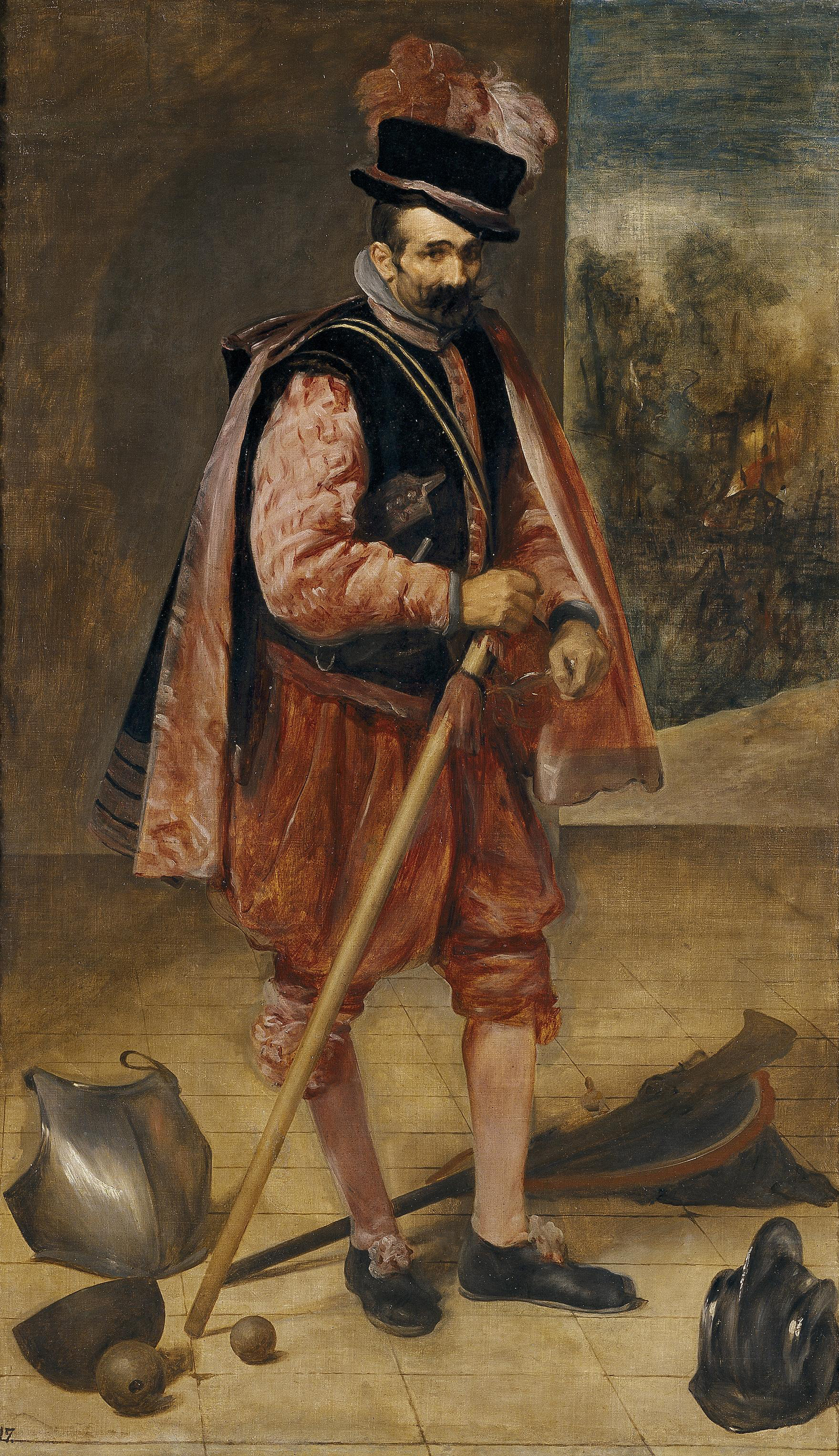
El bufón llamado don Juan de Austria (1632), Museo del Prado.
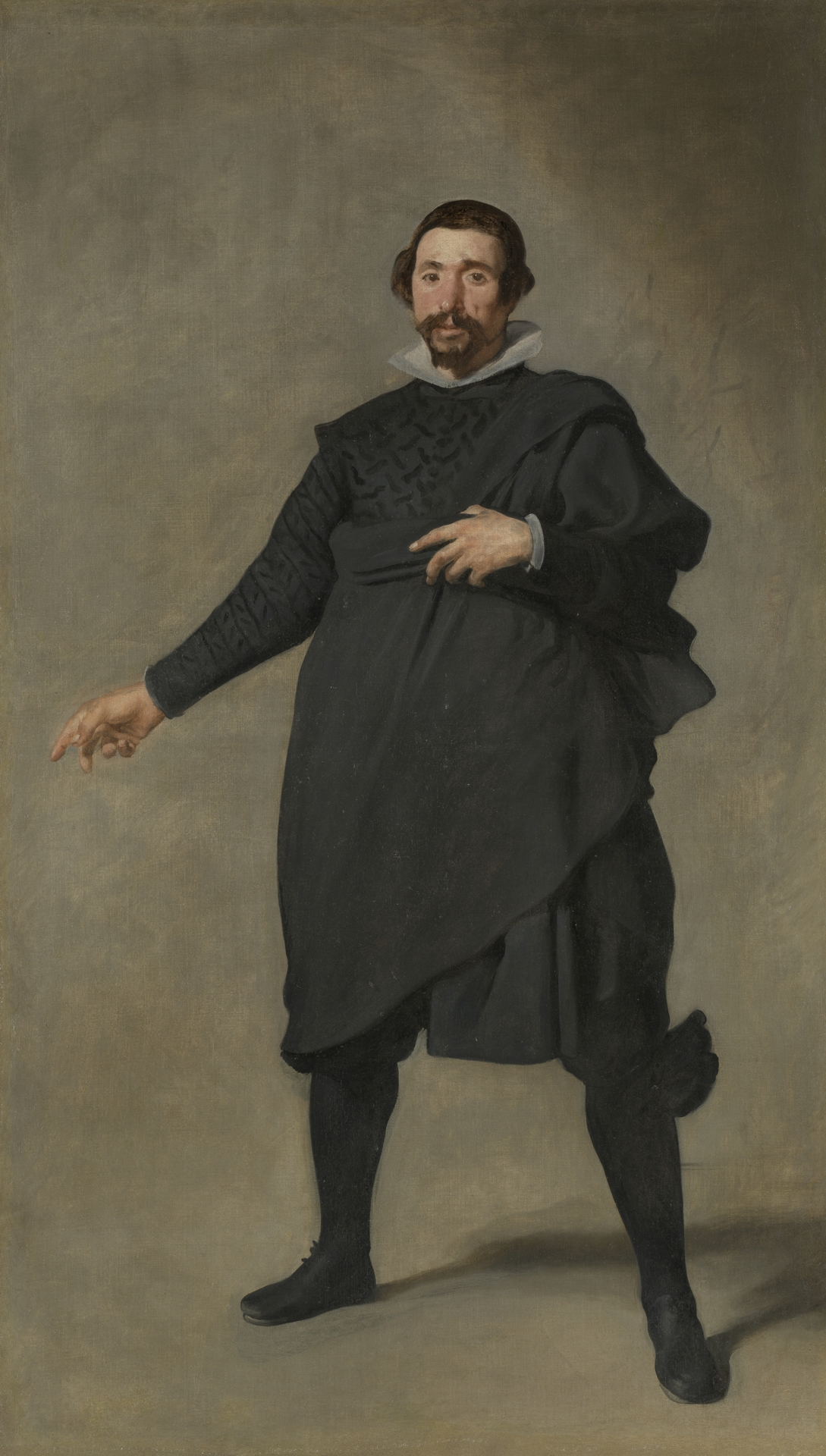
Pablo de Valladolid (1636), Museo del Prado.
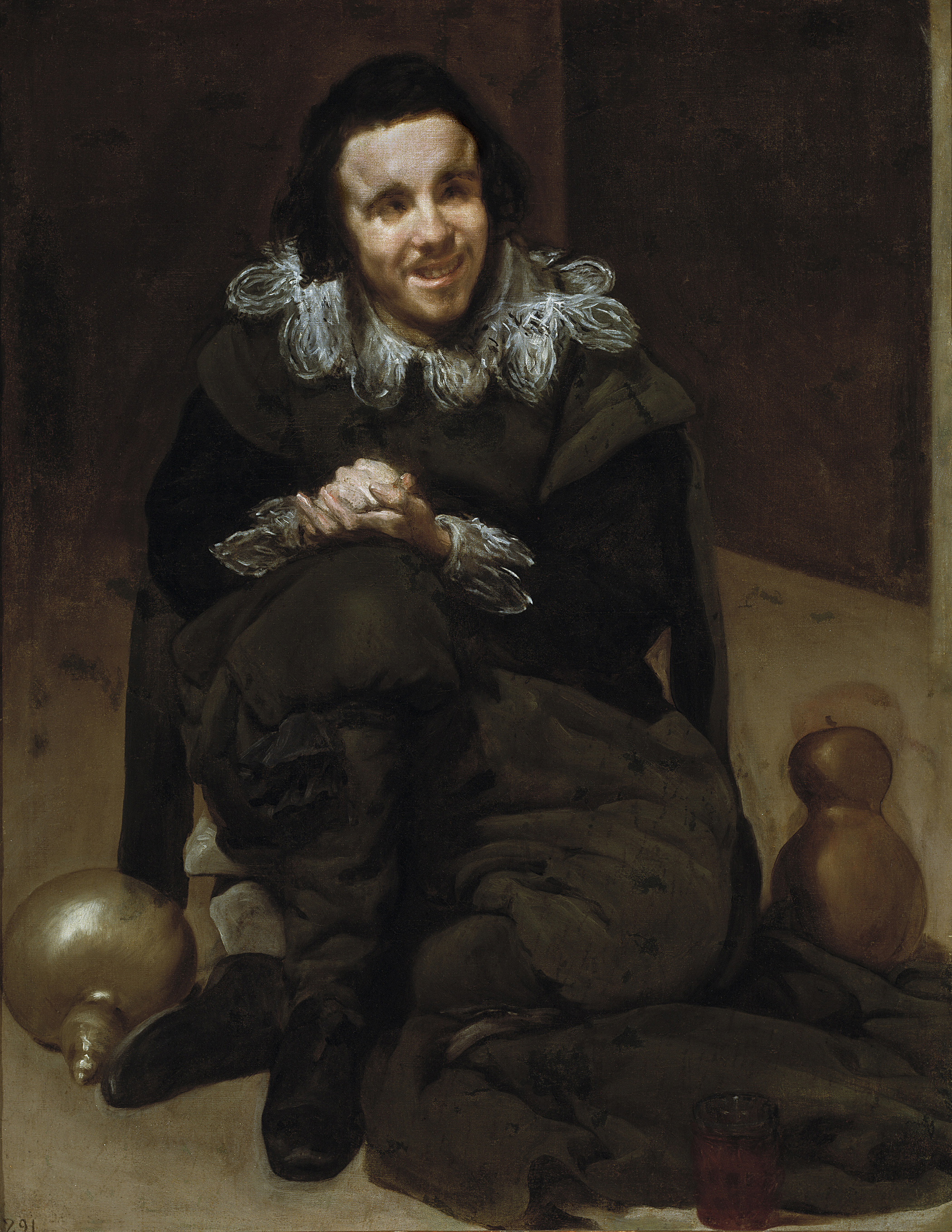
El bufón Calabacillas (1638) Museo del Prado.
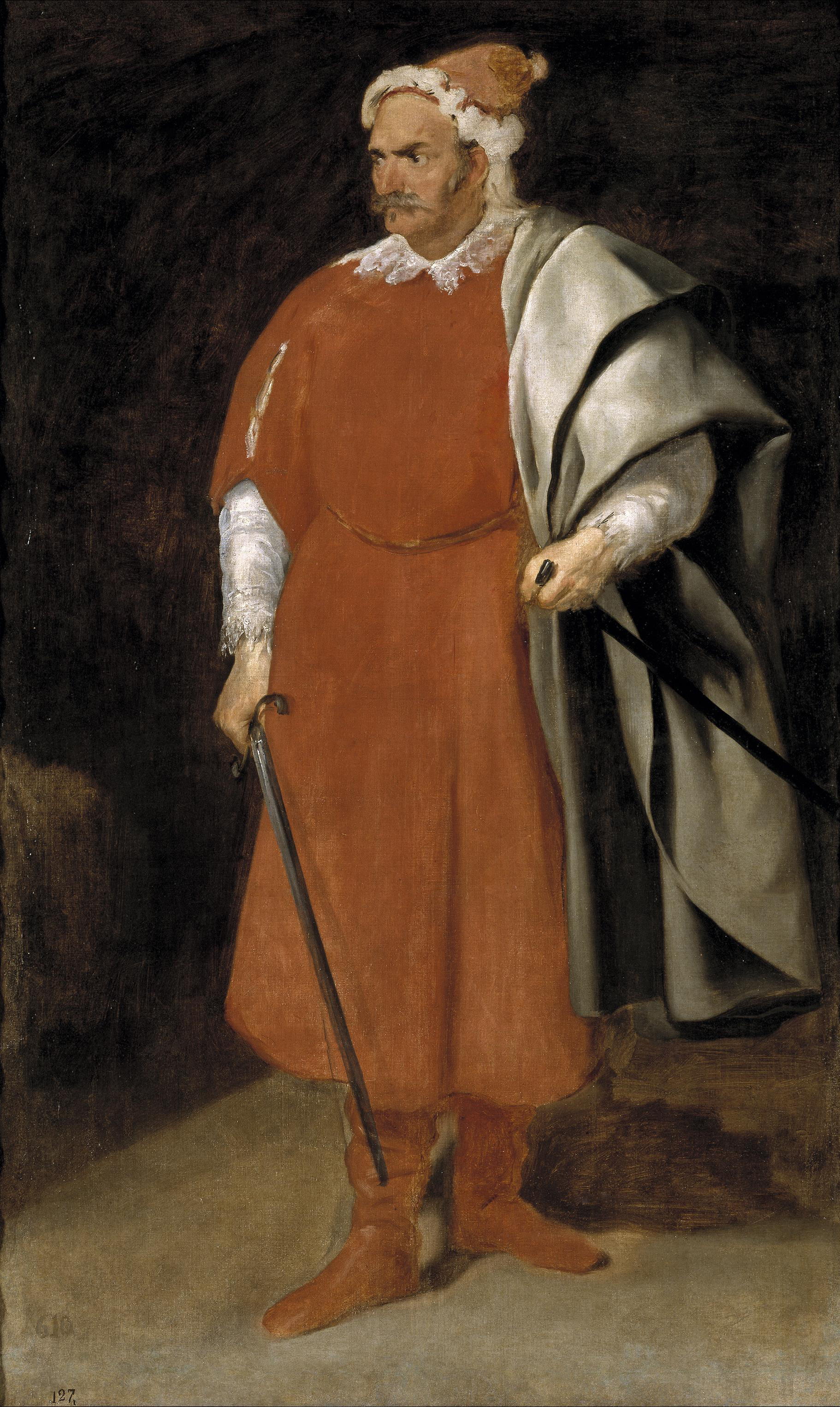
El bufón Barbarroja  (1635-1640), Museo del Prado.
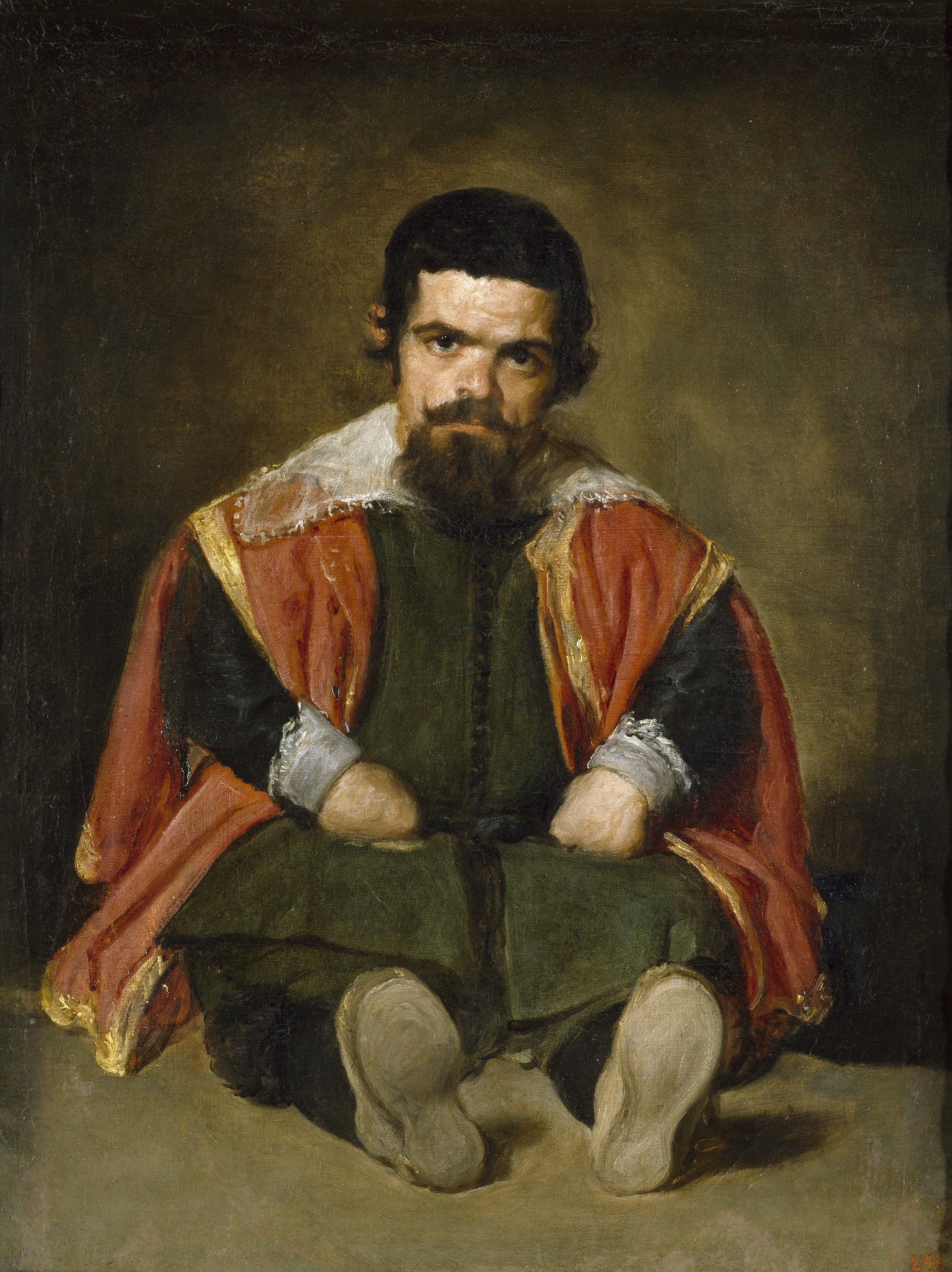
El bufón el Primo (1645), Museo del Prado.
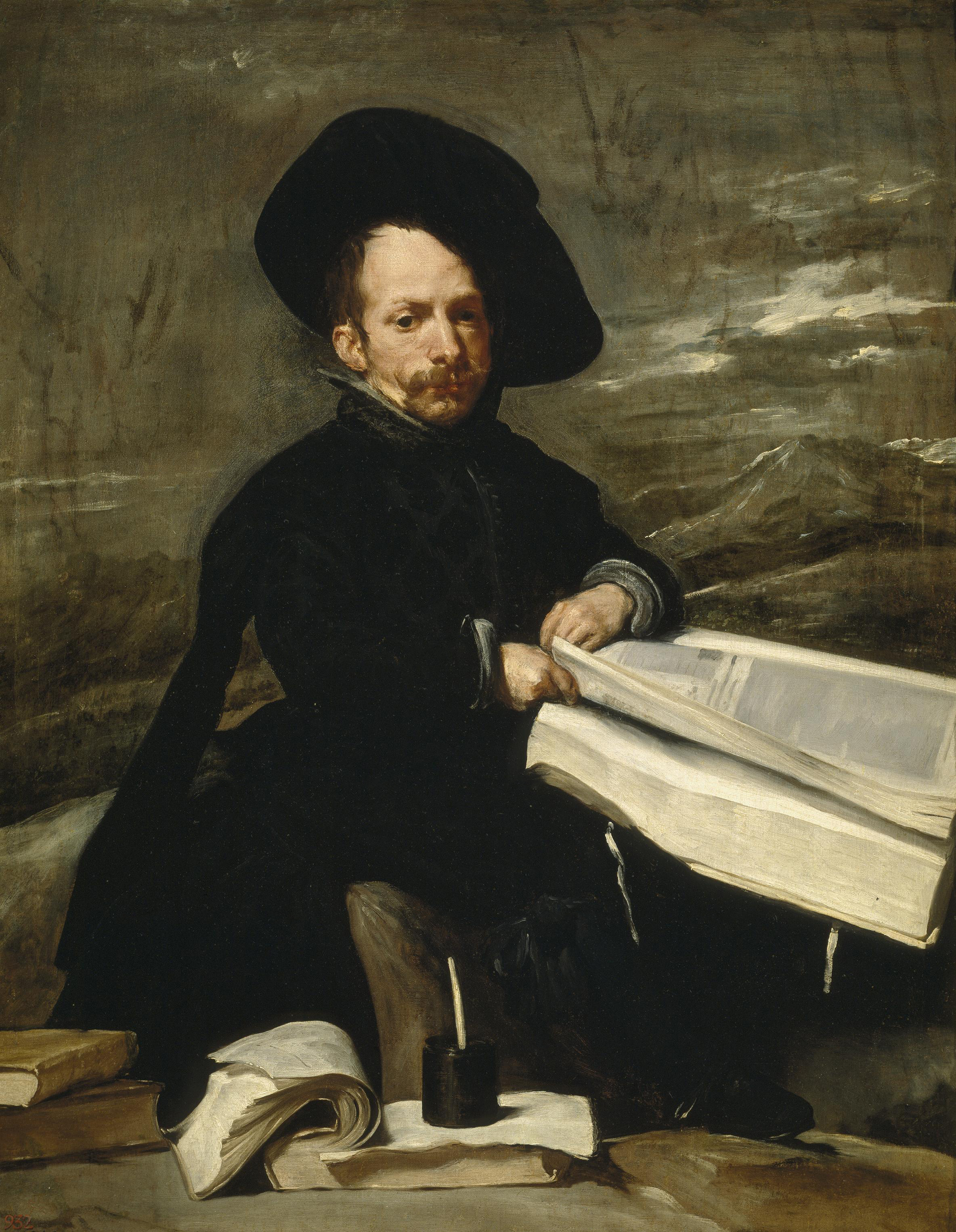
El bufón don Diego de Acedo, el Primo (1636-1645), Museo del Prado.
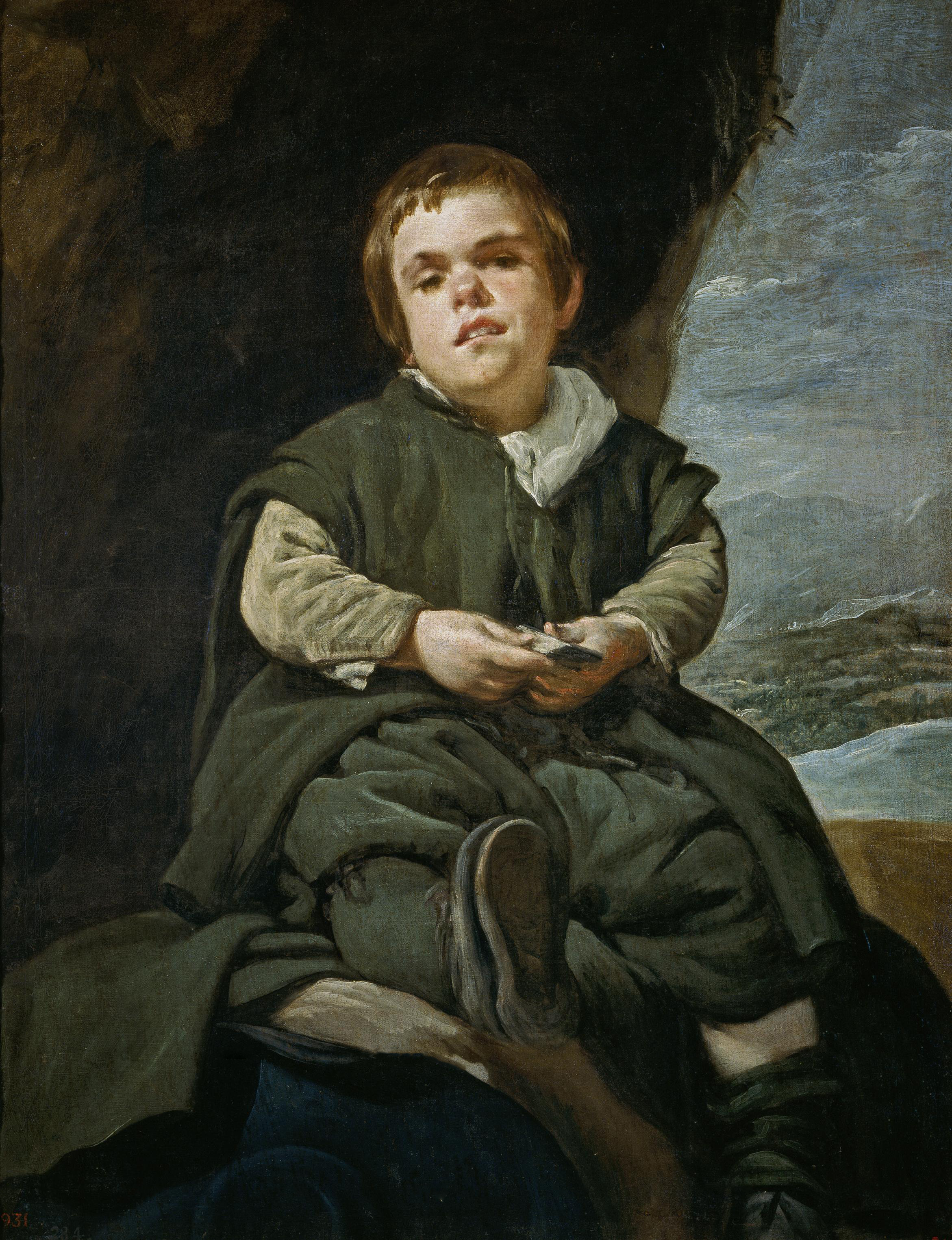
Francisco Lezcano, el Niño de Vallecas (1643-45), Museo del Prado.

## En la dramaturgia

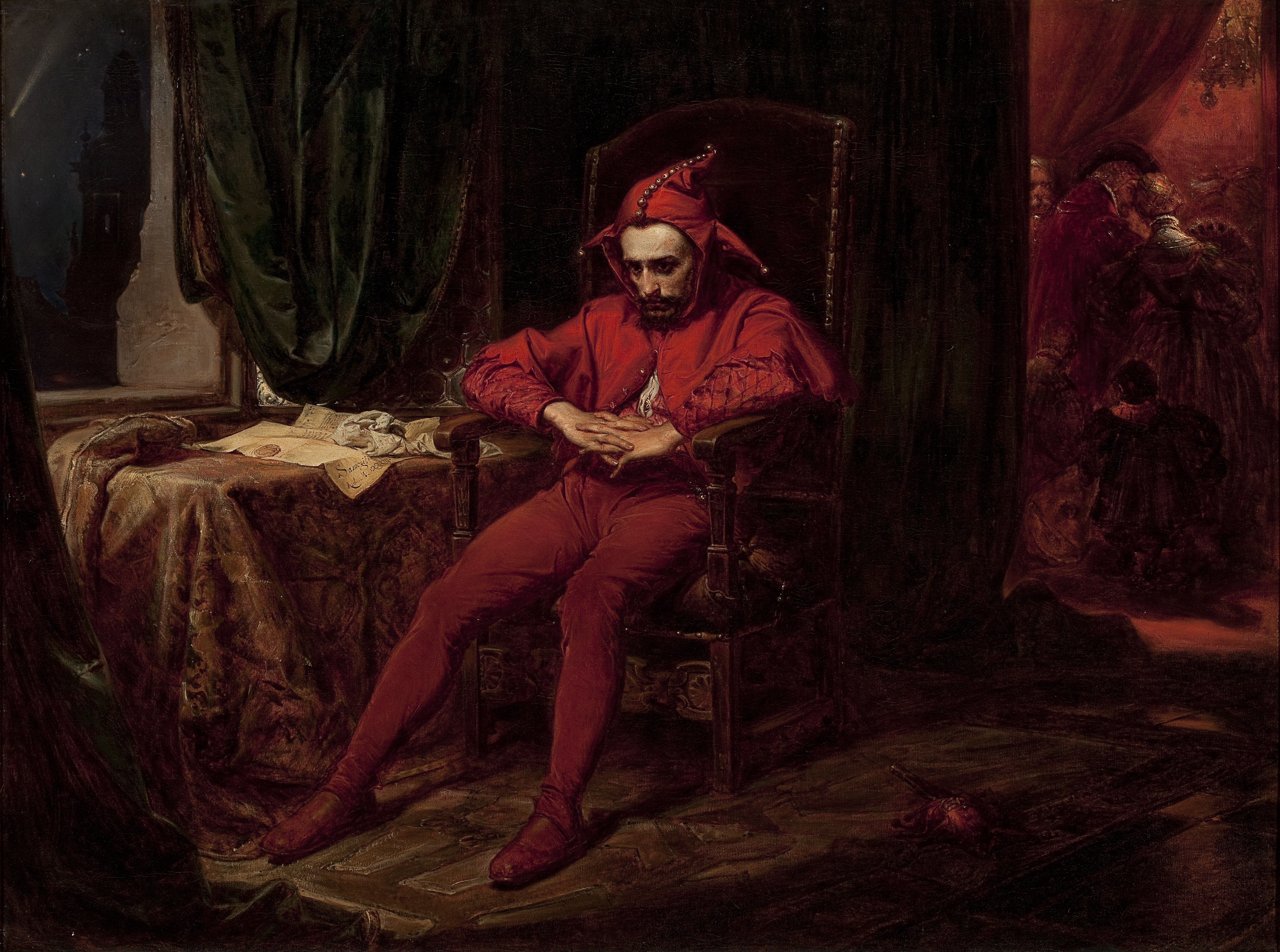
Stańczyk, bufón más famoso en la Historia de Polonia. Cuadro homónimo de Jan Matejko, 1862.

El bufón, como personaje cómico o tragicómico, está presente en casi todas las dramaturgias, y como el loco, es un ser marginal, cuyo discurso es escuchado y prohibido, deseado y nulo a la vez. El Falstaff shakesperiano, heredado por Verdi y Salieri es "el principio orgíaco de la vitalidad desbordante, la palabra inextinguible, la revancha del cuerpo sobre el espíritu"; para Mauron es "el vértigo de la comicidad absoluta"; en la Commedia dell'Arte, el Arlequín encarna el triunfo del pequeño frente a los "dueños"; en la cultura popular, el bufón es el héroe de los pícaros, cronista de los acontecimientos como una parodia del coro clásico.
En este juego de antiguas y modernas definiciones del bufón, quizá una de las más acertadas haya sido la del filósofo Theodor Adorno: "En el parecido de los payasos con los animales se ilumina el parecido del hombre con el mono: la constelación animal-loco-payaso es uno de los fundamentos del arte".

### El bufón de Shakespeare
Con pareja sensibilidad a la de Velázquez, William Shakespeare retrató a uno de los más logrados bufones literarios en su tragedia El rey Lear, donde Bufón supera su dimensión dramática, y sus canciones e irónicas ocurrencias desvelan la lógica oculta de los acontecimientos (en una especie de «fatum» del alter ego del protagonista del drama).